# 相似三角形

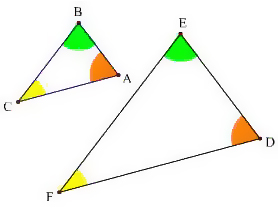
相似三角形

如圖，三個對應的內角的角度都一樣（但邊長大小无需一樣）的兩個三角形，或：对应角相等，对应边成比例的两个三角形稱為「相似三角形（similar triangles）」，其对应边之比称为相似比；两个相似比为 1 的相似三角形称为全等三角形。
- 下列三對邊長，稱為「對應邊」

{\displaystyle {\overline {AB}}\;{\overline {DE}},{\overline {BC}}\;{\overline {EF}},{\overline {CA}}\;{\overline {FD}}}
- 下列三對角，稱為「對應角」

{\displaystyle \angle A\;\angle D,\angle B\;\angle E,\angle C\;\angle F}
當兩個三角形相似時，我們利用下面的符號來表示：
{\displaystyle \triangle ABC\sim \triangle DEF}
- 利用上面的符號表示時，必須保持對應角的正確順序，不可隨意排列。

## 判定
- 平行于三角形一边的直线和其他两边相交，所构成的三角形与原三角形相似。
- 三边成比例的两个三角形相似。
- 两边成比例且夹角相等的两个三角形相似。（注意：与全等类似，两个三角形若两边成比例、且另一角（非夹角）相等，则并不一定相似。）
- 两角分别相等的两个三角形相似
- 如果两个三角形分别与同一个三角形相似，那么这两个三角形也相似。
- 两个直角三角形任兩邊（兩股，或斜邊與一股）成比例则相似。

## 性質

### 對应角相等
若兩個三角形相似，則三個對應角相等。
{\displaystyle \angle A=\angle D,\angle B=\angle E,\angle C=\angle F}
若2個三角形相似，則三個對應邊長成比例。除此之外，两三角形对应的中线、高、角平分线、周长均成比例，面积比是相似比的平方。
{\displaystyle {\frac {\overline {AB}}{\overline {DE}}}={\frac {\overline {BC}}{\overline {EF}}}={\frac {\overline {CA}}{\overline {FD}}}=k} 为两个三角形的相似比。
1. 相似三角形的对应角相等，对应边成比例。
2. 相似三角形对应高的比，对应中线的比和对应角平分线的比都等于相似比。
3. 相似三角形周长的比等于相似比。
4. 相似三角形的面积的比等于相似比的平方。